# Lulu (film)
|  | Denne artikel er oprettet af botten Steenthbot ud fra en ekstern database. Den kan derfor have sproglige fejl eller mangler. Denne skabelon kan fjernes efter kontrol af indholdet. |

 For alternative betydninger, se Lulu. (Se også artikler, som begynder med Lulu)
Lulu er en dansk kortfilm fra 2014 instrueret af Caroline Sascha Cogez. Filmen vandt i 2015 en Robert for Årets lange fiktion/animation.

## Handling
Lulu elsker Henrik. Hun er ikke i tvivl: ‘Hvad venter vi på?’ Hun er gallerist, og han er en af hendes største kunder. Henrik er også vild med Lulu, men er gift med Sophia, som han driver sit firma med. Henrik inviterer Lulu med til sit gods i Frankrig. Turen skal være deres, en begyndelse til noget nyt.
Men i huset i Frankrig forstyrres idyllen, da Henrik og Sophias feminine søn, David, uventet dukker op for at holde læseferie fra sin kostskole. David higer efter sin fars anerkendelse, men i det skjulte er han intrigant og ondskabsfuld over for Lulu. Henrik vil ikke smide David ud, da Lulu beder ham om det. Ud af gensidig trods mod hinandens tilstedeværelse, starter Lulu og David en kamp om den samme mands kærlighed, og et særligt had/kærlighedsforhold opstår og tager dem på et eventyr, der får afgørende konsekvenser for dem alle tre.

## Medvirkende
- Malin Crépin, Lulu
- Jens Jørn Spottag, Henrik
- Andreas Holm Dittmer, David
- Louis-Ronan Choisy, Gademusikant
- Ellen Hillingsø, Sophia
- Sigurd Holmen Le Dous, Kasper
- Didier Laval, Taxichauffør
- Ladislawa Laval, Datter